# Bellidiastrum michelii
L'Astro falsa pratolina (nome scientifico Bellidiastrum michelii Cass., 1817) è una piccola pianta erbacea, perenne spontanea dei pascoli collinari e montani appartenente alla famiglia delle Asteraceae. È anche l'unica specie del genere Bellidiastrum Scop. (1760).

## Etimologia
Il botanico Cassini nel nominare questo fiore ha unito due parole bellis (in riferimento alla margheritina dei prati - pratolina) e astrer (astro, stella); mentre L'epiteto specifico (michelii) è stato dato in onore al botanico italiano Pier Antonio Micheli (1679 – 1737). 

Il binomio scientifico attualmente accettato (Bellidiastrum michelii) è stato proposto dal botanico e naturalista francese Alexandre Henri Gabriel de Cassini (1781 - 1832) nella pubblicazione ”Dictionnaire des Sciences Naturelles” del 1817.

## Descrizione

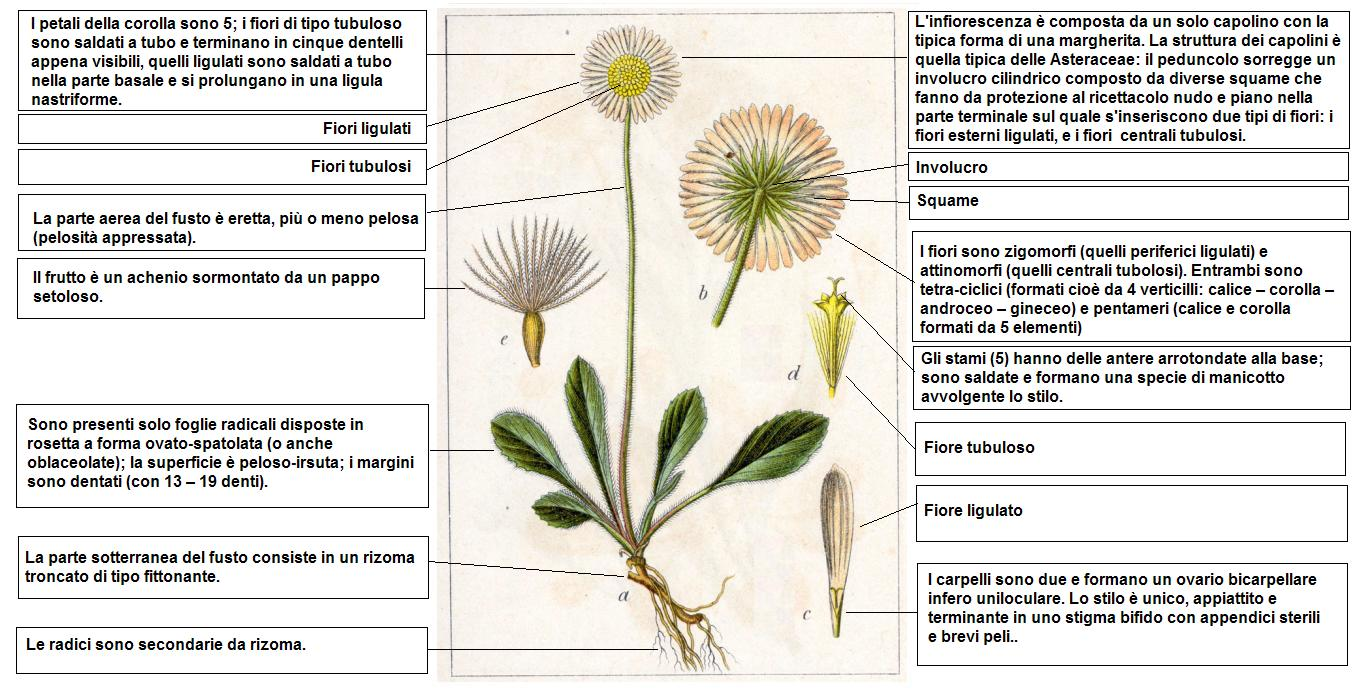
Descrizione delle parti della pianta

L'altezza di queste piante può variare da 1 – 2 dm. La forma biologica della pianta è definita come emicriptofita rosulata (H ros): ossia è una pianta perennante per mezzo di gemme al livello del terreno protette dalla lettiera o dalla neve, mentre le foglie sono disposte a formare una rosetta basale. 

### Radici
Le radici sono secondarie da rizoma.

### Fusto
- Parte ipogea: la parte sotterranea del fusto consiste in un rizoma troncato di tipo fittonante.
- Parte epigea: la parte aerea è eretta, più o meno pelosa (pelosità appressata).

### Foglie
Sono presenti solo foglie radicali disposte in rosetta a forma ovato-spatolata (o anche oblaceolata); la superficie è peloso-irsuta; i margini sono dentati (con 13 – 19 denti). Dimensione della lamina: larghezza 17 – 25 mm; lunghezza 30 – 50 mm.

### Infiorescenza

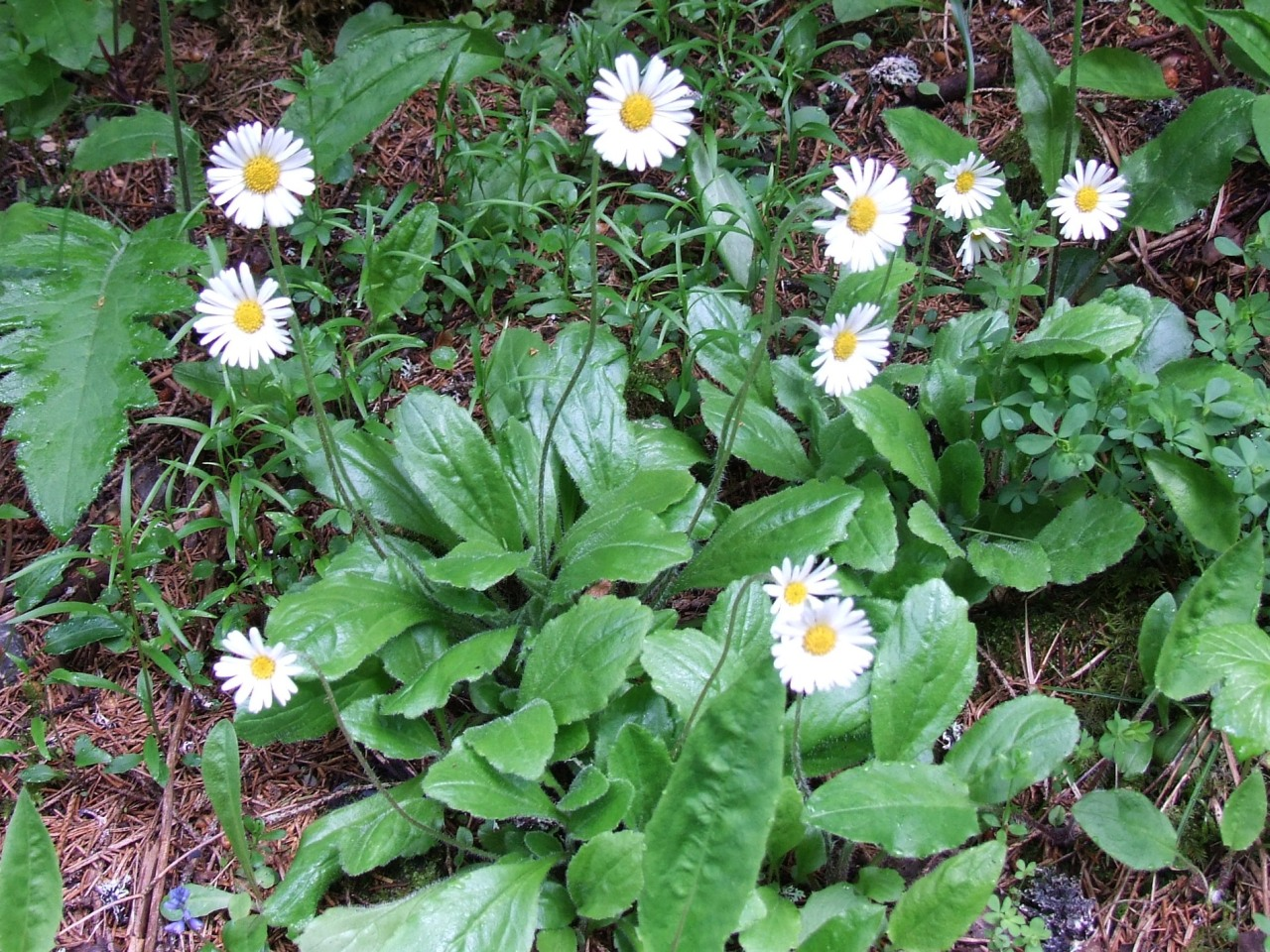

L'infiorescenza è composta da un solo capolino con la tipica forma di una margherita. La struttura dei capolini è quella delle Asteraceae: il peduncolo sorregge un involucro cilindrico composto da diverse squame che fanno da protezione al ricettacolo  nudo e piano nella parte terminale sul quale s'inseriscono due tipi di fiori: i fiori esterni ligulati, e i fiori centrali tubulosi. In particolare quelli periferici sono femminili, sono disposti su un'unica circonferenza (o raggio o serie) ed hanno una corolla ligulata con la ligula molto allargata; quelli interni, tubulosi, sono altrettanto numerosi e sono ermafroditi. Le squame dell'involucro sono spiralate in più serie (2 – 3 o più). Lunghezza dei peduncoli: 2 – 3 cm. Diametro del capolino: 2 – 3,5 cm. Diametro dell'involucro: 8 mm. Dimensioni delle squame: larghezza 1 - 1,5 mm; lunghezza 6 – 8 mm.

### Fiore
I fiori sono zigomorfi (quelli periferici ligulati) e attinomorfi(quelli centrali tubolosi). Entrambi sono tetra-ciclici (formati cioè da 4 verticilli: calice – corolla – androceo – gineceo) e pentameri (calice e corolla formati da 5 elementi).
- Formula fiorale: per questa pianta viene indicata la seguente formula fiorale:

* K 0/5, C (5), A (5), G (2), infero, achenio
- Calice: i sepali del calice sono ridotti ad una coroncina di squame quasi inesistenti.
- Corolla: i petali della corolla sono 5; i fiori di tipo tubuloso sono saldati a tubo e terminano in cinque dentelli (o lacinie) appena visibili, quelli ligulati sono saldati a tubo nella parte basale e si prolungano in una ligula nastriforme lanceolata o quasi lineare. I fiori periferici (ligulati) sono bianchi e porporini al rovescio; quelli centrali (tubulosi) sono giallo-chiaro. Dimensione dei fiori ligulati: larghezza 2 mm; lunghezza 14 mm. Lunghezza dei fiori tubulosi: 6 – 7 mm.
- Androceo: gli stami (5) hanno delle antere arrotondate alla base; sono saldate e formano una specie di manicotto avvolgente lo stilo.
- Gineceo: i carpelli sono due e formano un ovario bicarpellare infero uniloculare. Lo stilo è unico, appiattito e terminante in uno stigma bifido con appendici sterili e brevi peli..
- Fioritura: da maggio a luglio.

### Frutti
Il frutto è un achenio sormontato da un pappo setoloso.

## Biologia
- Impollinazione: l'impollinazione avviene tramite insetti (impollinazione entomogama).
- Riproduzione: la fecondazione avviene fondamentalmente tramite l'impollinazione dei fiori (vedi sopra).
- Dispersione: i semi cadendo a terra sono dispersi soprattutto da insetti tipo formiche (disseminazione mirmecoria).

## Distribuzione e habitat

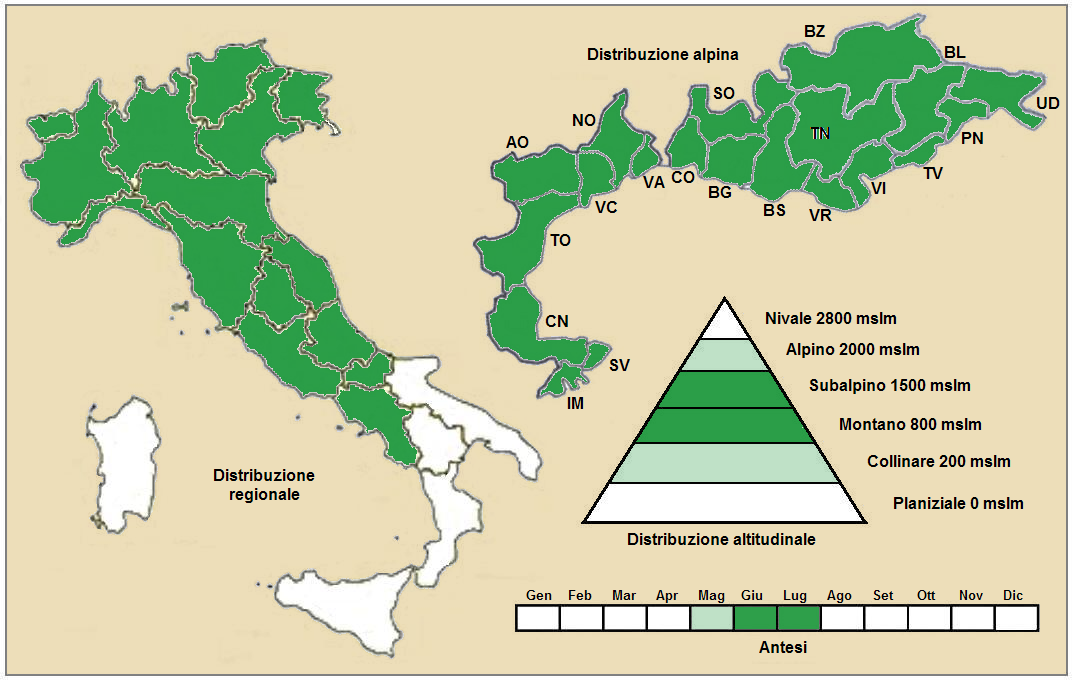
Distribuzione della pianta (Distribuzione
regionale – Distribuzione alpina)

- Geoelemento: il tipo corologico (area di origine) è Orofita – Sud Est Europeo.
- Distribuzione: In Italia è comune nelle Alpi, più a sud è più rara. Fuori dall'Italia è comune ovunque in Europa dalla Francia al Montenegro, fino alla Transilvania e Carpazi (sono esclusi i rilevi più a occidente come i Pirenei).
- Habitat: l'habitat tipico sono le vicinanze a sorgenti, le rupi stillicidiose e i pascoli alpini; ma anche le torbiere basse. Il substrato preferito è calcareo o misto con pH basico, terreno a bassi valori nutrizionali e mediamente umido.
- Distribuzione altitudinale: sui rilievi queste piante si possono trovare a quote comprese tra 1100 e 2500 m s.l.m. (raramente da 200 a 2800 m s.l.m.); frequentano quindi i seguenti piani vegetazionali: montano e subalpino.

### Fitosociologia
Dal punto di vista fitosociologico la specie di questa voce appartiene alla seguente comunità vegetale:
Formazione: delle comunità delle praterie rase dei piani subalpino e alpino con dominanza di emicriptofite
Classe: Elyno-Seslerietea variae

## Tassonomia
La famiglia di appartenenza del Bellidiastrum michelii (Asteraceae o Compositae, nomen conservandum) è la più numerosa del mondo vegetale, comprende oltre 23000 specie distribuite su 1535 generi (22750 specie e 1530 generi secondo altre fonti). Il genere Bellidiastrum Scop. (1760) è un genere monospecifico  ( comprende una sola specie, quella di questa voce).

La posizione tassonomica di questo fiore è in via di sistemazione. Dopo gli studi filogenetici di questi ultimi anni fatti sul genere Aster, diverse sue specie sono state spostate ad altri genere come quello di questa voce. Non tutte le checklist sono state aggiornate e alcune mantengono ancora la vecchia denominazione (Aster bellidiastrum). In precedenza questa specie era assegnata al genere Doronicum.

Il basionimo per questa specie è: Doronicum bellidiastrum L. (1753).

### Sinonimi
Questa entità ha avuto nel tempo diverse nomenclature. L'elenco che segue indica alcuni tra i sinonimi più frequenti:
- Aster bellidiastrum (L.) Scop.
- Bellidiaster montanus Dumort. (1829)
- Bellidiastrum montanum Bluff & Fingerh. (1825)
- Bellidiastrum subalpinum Schrank (1816)
- Doronicum bellidiastrum L.

### Specie simili
Si distingue dalle specie del genere Bellis in quanto le setole del pappo sono persistenti. Un altro fiore simile è la “Pratolina” (Bellis perennis); si distinguono in quanto quest'ultimo fiore è più piccolo e la rosetta basale è appiattita. Altri fiori simili sono le “classiche margherite” (genere Leucanthemum), ma sono più alte e possiedono foglie caulinari.

## Usi
Questo fiore viene usato nei giardini rocciosi e alpini in zone semi-ombreggiate. Può essere moltiplicato per divisione del piede a primavera (ma si riproduce anche per seme).